# John Sholto Douglas, 9. markis af Queensberry
John Sholto Douglas, 9. markis af Queensberry (født 20. juli 1844 i Firenze, død 31. januar 1900 i London) var en skotsk adelsmand og bokser.

## Queensberryreglerne
Queensberryreglerne eller Marquess of Queensberry rules er et regelsæt for boksning fra 1867 skrevet af John Graham Chambers og anbefalet af John Sholto Douglas, 9. markis af Queensberry. I disse regler omtales polstrede læderhandsker for første gang.
Queensberryreglerne ligger til grund for det nuværende regelsæt inden for boksningen. De afløste de hidtil gældende regler for boksning (London Prize Ring Rules fra 1743).

## Stridigheder med Oscar Wilde
John Sholto Douglas opdagede, at den unge Alfred Douglas (1870 – 1945), der var hans tredjeældste søn, havde et forhold til forfatteren Oscar Wilde. Dette medførte et livslangt fjendskab mellem John Douglas og Oscar Wilde.
John Douglas sendte sit visitkort til fik Oscar Wilde med påskriften: "Til Oscar Wilde poserende somdomit (fejlstavning for sodomit)". Oscar Wilde anlagde injriesag mod John Douglas. Ved en retssag blev Oscar Wilde idømt fængsel for homoseksuelle forhold.

## Medlem af Overhuset
Fra 1872 til 1880 var John Sholto Douglas, 9. markis af Queensberry indvalgt i det britiske overhus som én af den skotske adels 16 repræsentanter (representative peers).